# Rathaus Allstedt

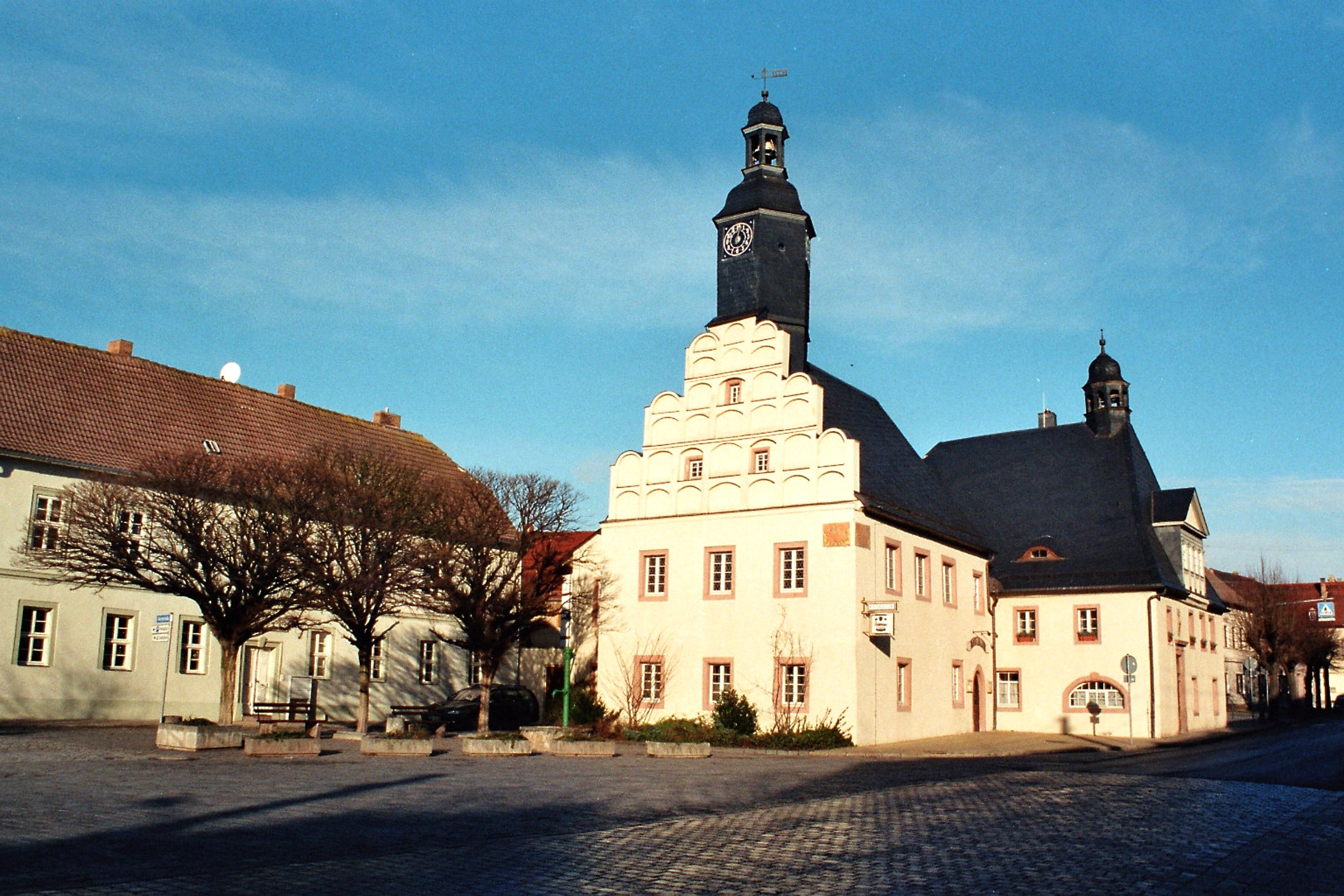
Rathaus Allstedt

Das Rathaus in Allstedt ist ein Baudenkmal im Landkreis Mansfeld-Südharz in Sachsen-Anhalt.
Einige Städte des südlichen Sachsen-Anhalt wurden mehr als einmal zur Stadt erhoben. Das gilt nicht nur für Sandersleben und Gerbstedt, sondern auch für Allstedt. Nachweislich wird die Stadt Allstedt nämlich schon in einer Belehnung des Kurfürsten Friedrich der Streitbare im Jahr 1425 erwähnt. Im Jahr 1510 wird Allstedt aber durch den Kurfürsten Friedrich der Weise erneut zur Stadt erhoben und mit entsprechenden Privilegien (niedere Gerichtsbarkeit, Selbstverwaltung, Marktprivilegien, Braugerechtigkeit) ausgestattet. Kurz darauf, um das Jahr 1510, erhielt diese eine Stadtmauer und führte eigene Stadtsiegel ein.
Offensichtlich wurde das Rathaus jedoch bereits im 15. Jahrhundert errichtet, denn es gibt auch ein auf das Jahr 1472 datiertes Portal im Erdgeschoss. Dieser spätgotische Bau wurde  später mehrfach umgebaut, so dass sein Aussehen heute stark von der Renaissance geprägt ist. Von einer solchen Umgestaltung des 16. Jahrhunderts stammt der Renaissancegiebel an der Südseite des Gebäudes. Einen weiteren Umbau belegt die Bauinschrift 1609 im Sitzungssaal. Im Denkmalverzeichnis ist das denkmalgeschützte Rathaus von Allstedt mit der Nummer 094 30592 registriert.